# Pho 75
Pho 75 là một chuỗi cửa hàng phở ở Washington, D.C., và vùng Philadelphia, Pennsylvania. Bên cạnh phở, chuỗi nhà hàng còn phục vụ các món tráng miệng đặc trưng và cà phê Việt Nam. Chuỗi nhà hàng có chi nhánh tại Arlington, Virginia, Falls Church, Virginia, Herndon, Virginia, Langley Park, Maryland, Hyattsville, Maryland, Rockville, Maryland và Philadelphia.